# Divisioni censuarie del Saskatchewan

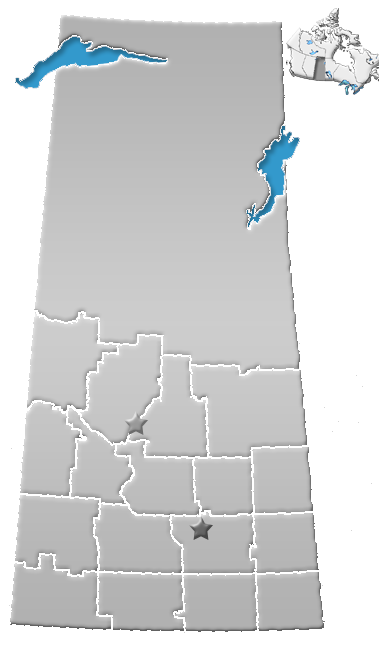
Divisioni censuarie del Saskatchewan

La provincia del Saskatchewan, Canada è suddivisa in 18 divisioni censuarie di Statistics Canada.

## Lista
- Divisione No. 1 - Estevan
- Divisione No. 2 - Weyburn
- Divisione No. 3 - Assiniboia
- Divisione No. 4 - Maple Creek
- Divisione No. 5 - Melville
- Divisione No. 6 - Regina
- Divisione No. 7 - Moose Jaw
- Divisione No. 8 - Swift Current
- Divisione No. 9 - Yorkton
- Divisione No. 10 - Wynyard
- Divisione No. 11 - Saskatoon
- Divisione No. 12 - Battleford
- Divisione No. 13 - Kindersley
- Divisione No. 14 - Melfort
- Divisione No. 15 - Prince Albert
- Divisione No. 16 - North Battleford
- Divisione No. 17 - Lloydminster
- Divisione No. 18 - La Ronge